# Peuceptyelus
Peuceptyelus — род полужесткокрылых насекомых из семейства цикад-пенниц.

## Описание
Надусиковые кили ковнутри оканчиваются широко закруглённо против ровной поверхности у верхнего края лицевой поверхности постаклипеуса; боковые стороны тёмной площадки от концов надусиковых килей сближаются назад. Генитальные пластинки отчленённые.

## Систематика
В составе рода:
- Peuceptyelus bufonius Jacobi, 1921
- Peuceptyelus burmanicus (Distant, 1908)
- Peuceptyelus coriaceus (Fallén, 1826)
- Peuceptyelus coruscans Lallemand, 1946
- Peuceptyelus distanti (Lallemand, 1912)
- Peuceptyelus dubiosus Melichar 1902
- Peuceptyelus extensus Jacobi, 1921
- Peuceptyelus ibukisanus Matsumura 1940
- Peuceptyelus indentatus (Uhler, 1896)
- Peuceptyelus lacteisparsus Jacobi, 1944
- Peuceptyelus matsumuri Metcalf & Horton, 1934
- Peuceptyelus medius (Melichar, 1902)
- Peuceptyelus meridionalis Lallemand, 1924
- Peuceptyelus minutus Lallemand 1927
- Peuceptyelus nigrocuneatus Jacobi, 1921
- Peuceptyelus opacus Jacobi, 1921
- Peuceptyelus pallescens Matsumura, 1942
- Peuceptyelus pronotalis Jacobi, 1941
- Peuceptyelus semiflavus Jacobi, 1921
- Peuceptyelus sigillifer (Walker, 1851)
- Peuceptyelus subfuscus Melichar, 1902
- Peuceptyelus wegneri Lallemand & Synave, 1953
- Peuceptyelus yatugadakeanus Matsumura 1942